# Гурчины
Гурчины (пол. Hurczyn, Gurczyn, Gorczyn, Górczyn, лит. Gurčinas) — дворянский род.
Русско-польский дворянский род, герба Крупосин (Kruposiej, Kruposin, Kruposinas), прозвища (przydomek) Полуян, состоящий в русском подданстве. Предок их, Иероним Гурчин пожалован в 1652 г. поместьями.
Его потомство внесено в I часть родословных книг Виленской и Ковенской губерний.

## Описание герба
В лазоревом поле с красной каймой половина подковы и летящая вверх стрела, над ними — золотая шестиконечная звезда.
Щит увенчан дворянскими шлемом и короной. Нашлемник: три страусовых пера. Намёт на щите зелёный, подложенный золотом (?).